# Compianto sul Cristo morto (Cairano)
Il Compianto sul Cristo morto è una scultura in marmo (40×84 cm) di Gasparo Cairano e bottega, databile al 1505-1510 circa e conservata nel museo d'Arte Antica di Milano.

## Storia
L'opera, ben conservata ma incompiuta nella definizione delle figure in secondo piano, entra a far parte della collezione del museo milanese nel 1883 per acquisto a Bergamo. Sono tuttavia ignote le vicende precedenti.

## Descrizione e stile
La prima trattazione critica della scultura è fornita da Maria Luisa Perer nel 1953, che la attribuisce a Tommaso Rodari. Mercedes Garberi, nel 1974, la colloca invece più prudentemente nel generico ambito della scuola lombarda, con influssi da Antonio Mantegazza e chiare affinità con i modelli di Donatello e Mantegna. Nel 2006, anche Vittorio Sgarbi la assegna a un anonimo scultore di scuola lombarda o veneta.
Lo schema compositivo dell'opera sembra mutuato dall'analogo soggetto su una placchetta bronzea di Galeazzo Mondella, nota in più esemplari, di cui uno conservato al museo di Santa Giulia a Brescia dove giunse nel 1884 per legato dei Martinengo. La medesima rappresentazione è riprodotta anche su un bottone da piviale conservato al Victoria and Albert Museum di Londra e probabilmente proveniente dal reliquiario di Sant'Antigio, conservato nello stesso museo e proveniente dalla chiesa dei Santi Faustino e Giovita di Brescia, opera di Bernardino delle Croci con datazione al 1505-1510 circa.

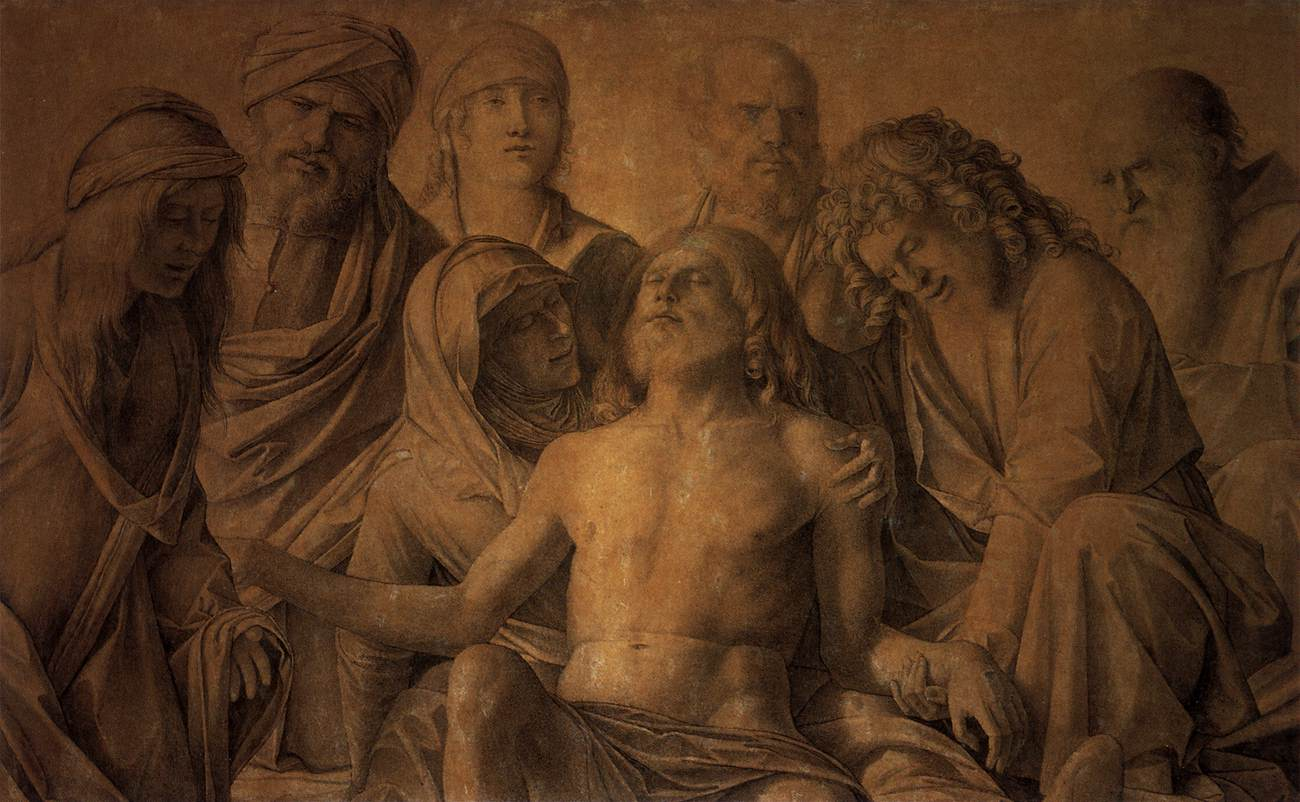
Giovanni Bellini, Compianto sul Cristo morto, 1500 circa.

Notevole, tuttavia, il dettaglio della gamba sinistra di San Giovanni Evangelista, piegata e appoggiata sul bordo del sepolcro, egualmente alla soluzione adottata da Giovanni Bellini per il Compianto sul Cristo morto agli Uffizi, databile al 1500 circa e giudicata una delle migliori versioni del pittore sul tema del Compianto.
L'attribuzione a Gasparo Cairano, principale esponente della scultura rinascimentale bresciana, è stata avanzata da Vito Zani nel 2010 in ragione dei numerosi riscontri stilistici da lui individuati, affini con l'attività più avanzata dello scultore e con il subentro della bottega, forse nella figura del figlio primogenito Simone. La figura del San Giovanni Evangelista presenta immediati riscontri con il Santo aggiunto al ciclo degli Apostoli per la chiesa di Santa Maria dei Miracoli a Brescia. Lo svolazzo del panno accanto alla spalla, invece, è praticamente ricalcato da quello che caratterizza il Padre Eterno sul portale del duomo di Salò. Lo stesso dettaglio, incompiuto, si trova anche sulla Deposizione di Cristo nei depositi del museo di Santa Giulia, egualmente attribuita a Cairano e bottega.
Questo Compianto potrebbe essere il coronamento perduto, e in tal caso mai neppure portato a termine, del mausoleo Martinengo, massima opera scultorea del Rinascimento bresciano riportata sotto lo scalpello di Gasparo Cairano sempre da Vito Zani in una serie di studi organici sulla scultura rinascimentale bresciana condotti negli anni 2000. La questione del perduto coronamento centrale del mausoleo, collocato tra le due statue apicali di San Pietro e San Paolo, ha sollevato le domande della critica per anni, almeno a partire dalla trattazione di Antonio Morassi negli anni 1930. Il problema ha trovato ulteriore conferma dopo il rinvenimento del contratto originale del 1503 da parte di Camillo Boselli nel 1977, nel quale la presenza di un fastigio superiore è addirittura compresa tra i dettagli che, secondo il documento, il sepolcro avrebbe dovuto avere. Il contratto specifica anche il soggetto, ossia una "imagibus [...] in forma pietatis", ossia una Pietà, coerentemente con la destinazione dell'opera a monumento funebre. L'attribuzione del monumento a Cairano ha quindi portato alla ricerca, tra le opere a lui attribuite, quelle che, verosimilmente, avrebbero potuto far parte del mausoleo Martinengo. Due sono le sculture che rispondono alle caratteristiche: il Compianto di Milano e la Deposizione di Brescia, prima citata.
Singolare, inoltre, come tra i riferimenti per questo Compianto vi sia proprio un bronzetto di Bernardino Delle Croci, responsabile della commessa del mausoleo Martinengo, e realizzato nello stesso periodo a cui è riconducibile la parte lapidea del monumento, cioè al 1505-1510 circa. L'analisi stilistica critica degli inserti marmorei sul mausoleo, infatti, lascia intendere come il mondo della bronzistica ebbe una profonda influenza sull'arte di Gasparo Cairano, influenza maturata proprio negli anni della realizzazione del sepolcro e causata molto probabilmente dall'ambito culturale che permeava la bottega del Delle Croci, dal quale il Cairano non dovette estraniarsi.